# Цедиции
Цедиции (лат. Caedicii) — древнеримский плебейский род, из представителей которого известны:
1. Луций Цедиций — народный трибун 475 года до н. э., совместно с коллегой Титом Стацием привлёк суду консула предыдущего года Спурия Сервилия Приска Структа, но потерпел неудачу.
2. Марк Цедиций, о котором предание рассказывает, что он в 391 году до н. э., перед вторжением галлов в Рим, услышал близ храма Весты на Новой дороге голос, предвещавший наступающее несчастье и повелевавший предупредить о том магистратов. Ему не поверили, но когда предсказание сбылось, то решили воздвигнуть на том месте, где был услышан таинственный голос, алтарь в честь говорившего с Цедицием божества Аий Локуций (Aius Locutius; от aio и loquor — говорю). Это предание характерно, поскольку им освещается процесс образования римской демонологии и религиозных представлений.
3. Гай Цедиций, командир конницы в битве с самнитами при Аквилонии в 293 году до н. э.
4. Квинт Цедиций Ноктуа — консул 289 года до н. э., цензор 283 года до н. э.
5. Квинт Цедиций — консул 256 года до н. э.; вероятно, сын предыдущего.